# Služebnice od Neposkvrněné (Capua)
Služebnice od Neposkvrněné (italsky: Ancelle dell'Immacolata) je ženská řeholní kongregace, jejíž zkratkou je S.A.I.

## Historie
Roku 1872 založil kněz Donato Giannotti sirotčinec pro dívky v Santa Maria Capua Vetere. Postupem let některé se některé osiřelé dívky rozhodly pro zasvěcený život, což je počátek této kongregace.
Roku 1879 se Služebnice od Neposkvrněné připojili ke třetímu řádu františkánů. Sestry se věnovali výrobě pláten, vyšívání a tkaní.
Roku 1899 se ke kongregaci připojila šlechtična Virginia Arena, která byla zvolena první generální představenou a je považována za spoluzakladatelku kongregace.
Roku 1938 arcibiskup Capuy schválil pravidla kongregace a roku 1947 byly stanovy schváleny Svatým stolcem.

## Aktivita a šíření
Věnují se sociálním a pedagogickým činnostem převážně s dětmi.
Jsou přítomny v Itálii, Brazílii a na Filipínách.
K roku 2005 měla kongregace 159 sester v 19 domech.